# Vanadium(III)-chlorid
Vanadium(III)-chlorid ist eine chemische Verbindung aus den Elementen Vanadium und Chlor, die häufig als Ausgangsstoff zur Herstellung von Vanadium(III)-Komplexverbindungen genutzt wird. Es gehört zur Stoffklasse der Chloride und bildet ein Hexahydrat VCl3·6 H2O, ein grünes, hygroskopisches Pulver.

## Gewinnung und Darstellung
Vanadium(III)-chlorid wird durch Erhitzen (160–170 °C) aus Vanadium(IV)-chlorid VCl4 gewonnen.
{\displaystyle \mathrm {2\ VCl_{4}\longrightarrow 2\ VCl_{3}+Cl_{2}} }
Vanadium(III)-chlorid kann auch aus den Elementen gewonnen werden:
{\displaystyle \mathrm {2\ V+3\ Cl_{2}\longrightarrow 2\ VCl_{3}} }
Vanadium und Chlorgas reagieren beim Molverhältnis 2:3 zu Vanadium(III)-chlorid.
Alternativ ist eine Synthese aus Vanadium(III)-oxid und Thionylchlorid oder Vanadium(V)-oxid und Schwefel(I)-chlorid möglich.
{\displaystyle \mathrm {V_{2}O_{3}+3\ SOCl_{2}\ {\xrightarrow {}}\ 2\ VCl_{3}\ +\ 3\ SO_{2}} }
{\displaystyle \mathrm {2\ V_{2}O_{5}+6\ S_{2}Cl_{2}\ {\xrightarrow {}}\ 4\ VCl_{3}+5\ SO_{2}+7\ S} }
Bei Luftausschluss ist es auch aus den Lösungen des Hexahydrates erhältlich, das aus wässrigen, sauren Lösungen von Vanadium(III)-chlorid durch Kühlen und Sättigen mit Salzsäure abgeschieden werden kann.
{\displaystyle \mathrm {V_{2}O_{3}+6\ HCl+9\ H_{2}O\ {\xrightarrow {}}\ VCl_{3}\cdot \ 6\ H_{2}O} }

## Eigenschaften

### Physikalische Eigenschaften
Vanadium(III)-chlorid bildet sehr hygroskopische, dunkelviolette Kristalle. Es hat einen stechenden Geruch, da es sich bei Raumtemperatur unter Bildung von Chlor langsam zersetzt. Es setzt sich beim längeren Stehen an der Luft in das grüne Hexahydrat um, das nach Tagen zerfließt. In angesäuertem Wasser ist es löslich. Es besitzt eine trigonal-rhomboedrische Kristallstruktur mit der Raumgruppe R3c (Raumgruppen-Nr. 161) und den Gitterparametern a = 601,2 und c = 1734 pm. Im Kristall bildet Vanadium(III)-chlorid oktaedrische Strukturen, wobei jedes Vanadiumion oktaedrisch von sechs Chloridionen umgeben ist. Es ist noch eine weitere Kristallstruktur bekannt. Das Hexahydrat liegt als grüne hygroskopische Kristalle vor.

### Chemische Eigenschaften
Beim Erhitzen im Vakuum oder an Luft bei über 400 °C zerfällt es in Vanadium(II)-chlorid und Vanadium(IV)-chlorid.
{\displaystyle \mathrm {2\ VCl_{3}\ {\xrightarrow {\Delta T}}\ VCl_{2}+VCl_{4}} }
Beim Erhitzen (~675 °C) mit Wasserstoff wird Vanadium(III)-chlorid zu Vanadium(II)-chlorid reduziert.
{\displaystyle \mathrm {2\ VCl_{3}+H_{2}\ {\xrightarrow {\Delta T}}\ 2\ VCl_{2}+2\ HCl} }
Bei Reaktion mit Kohlendioxid, Sauerstoff oder Vanadium(III)-oxid entsteht Vanadium(III)-oxidchlorid.
{\displaystyle \mathrm {2\ V_{2}O_{3}+VCl_{3}\ \xrightarrow {} \ 3\ VOCl} }

## Verwendung
Vanadium(III)-chlorid dient als Ausgangsstoff zur Herstellung von Vanadium(III)-Komplexverbindungen, so z. B. Tetrahydrofuran- oder Acetonitrilderivate (VCl3(THF)3 bzw. VCl3(MeCN)3).
Weiterhin kann es zur Herstellung von Vanadium durch Reduktion mit Magnesium oder Wasserstoff und als Katalysator bei Polymerisationen eingesetzt werden.